# Douzillac
Douzillac est une commune française située dans le département de la Dordogne, en région Nouvelle-Aquitaine.

## Géographie
Bordée par l'Isle, la commune de Douzillac est localisée dans l'ouest du département de la Dordogne. Hormis la zone située en vallée de l'Isle, la majeure partie du territoire communal se situe dans la forêt de la Double.
Le bourg de Douzillac est situé, en distances orthodromiques, sept kilomètres au nord-est de Mussidan et onze kilomètres au sud-ouest de Saint-Astier. Il est traversé par la route départementale (RD) 40. La principale voie de communication de la commune reste cependant la RD 3 qui passe 300 mètres au sud du village.
La commune était également desservie par la ligne ferroviaire de Coutras à Tulle. La halte ferroviaire de Douzillac ayant fermé en 2017, la gare la plus proche est celle de Neuvic, à trois kilomètres du bourg.
Entre Saint-Germain-du-Salembre au nord-est et Saint-Louis-en-l'Isle au sud-ouest, le territoire communal est traversé sur huit kilomètres  par le sentier de grande randonnée GR 646 qui passe par le bourg.

### Communes limitrophes
Douzillac est limitrophe de six autres communes. Au sud-ouest, le territoire de Saint-Front-de-Pradoux est distant de moins de 800 mètres.
| Saint-Jean-d'Ataux    | Saint-Germain-du-Salembre |        |
| Beauronne             | Douzillac                 | Neuvic |
| Saint-Louis-en-l'Isle | Sourzac                   |        |

### Géologie et relief

#### Géologie
Situé sur la plaque nord du Bassin aquitain et bordé à son extrémité nord-est par une frange du Massif central, le département de la Dordogne présente une grande diversité géologique. Les terrains sont disposés en profondeur en strates régulières, témoins d'une sédimentation sur cette ancienne plate-forme marine. Le département peut ainsi être découpé sur le plan géologique en quatre gradins différenciés selon leur âge géologique. Douzillac est située dans le troisième gradin à partir du nord-est, un plateau formé de calcaires hétérogènes du Crétacé.
Les couches affleurantes sur le territoire communal sont constituées de formations superficielles du Quaternaire et de roches sédimentaires datant pour certaines du Cénozoïque, et pour d'autres du Mésozoïque. La formation la plus ancienne, notée c5c, date du Campanien 3, une alternance de marnes à glauconie et de calcaires crayo-marneux jaunâtres. La formation la plus récente, notée CFp, fait partie des formations superficielles de type colluvions indifférenciées de versant, de vallon et plateaux issues d'alluvions, molasses, altérites. Le descriptif de ces couches est détaillé dans  la feuille « no 782 - Mussidan » de la carte géologique au 1/50 000 de la France métropolitaine, et sa notice associée.

Carte géologique de Douzillac.

#### Relief et paysages
Le département de la Dordogne se présente comme un vaste plateau incliné du nord-est (491 m, à la forêt de Vieillecour dans le Nontronnais, à Saint-Pierre-de-Frugie) au sud-ouest (2 m à Lamothe-Montravel). L'altitude du territoire communal varie quant à elle entre 48 m au sud-ouest, là où l'Isle quitte la commune pour entrer sur celle de Saint-Louis-en-l'Isle, et 167 m au nord-est, en forêt de la Double au lieu-dit le Portail Rouge, à proximité de la commune de Saint-Germain-du-Salembre.
Dans le cadre de la Convention européenne du paysage entrée en vigueur en France le 1er juillet 2006, renforcée par la loi du 8 août 2016 pour la reconquête de la biodiversité, de la nature et des paysages, un atlas des paysages de la Dordogne a été élaboré sous maîtrise d’ouvrage de l’État et publié en octobre 2020. Les paysages du département s'organisent en huit unités paysagères et 14 sous-unités. La commune est dans l'unité paysagère de la « Vallée de l'Isle », qui présente un profil contrasté : une vallée relativement encaissée, aux coteaux affirmés, dominant le fond de vallée de 60 à 80 m en amont de Mussidan, une vallée plus élargie en aval avec un fond de vallée plat, large de 1,5 à 2 km. À la fois agricole et urbanisée, elle est parcourue par de nombreuses voies de communication,.
La superficie cadastrale de la commune publiée par l'Insee, qui sert de référence dans toutes les statistiques, est de 17,17 km2,,. La superficie géographique, issue de la BD Topo, composante du Référentiel à grande échelle produit par l'IGN, est quant à elle de 17,09 km2.

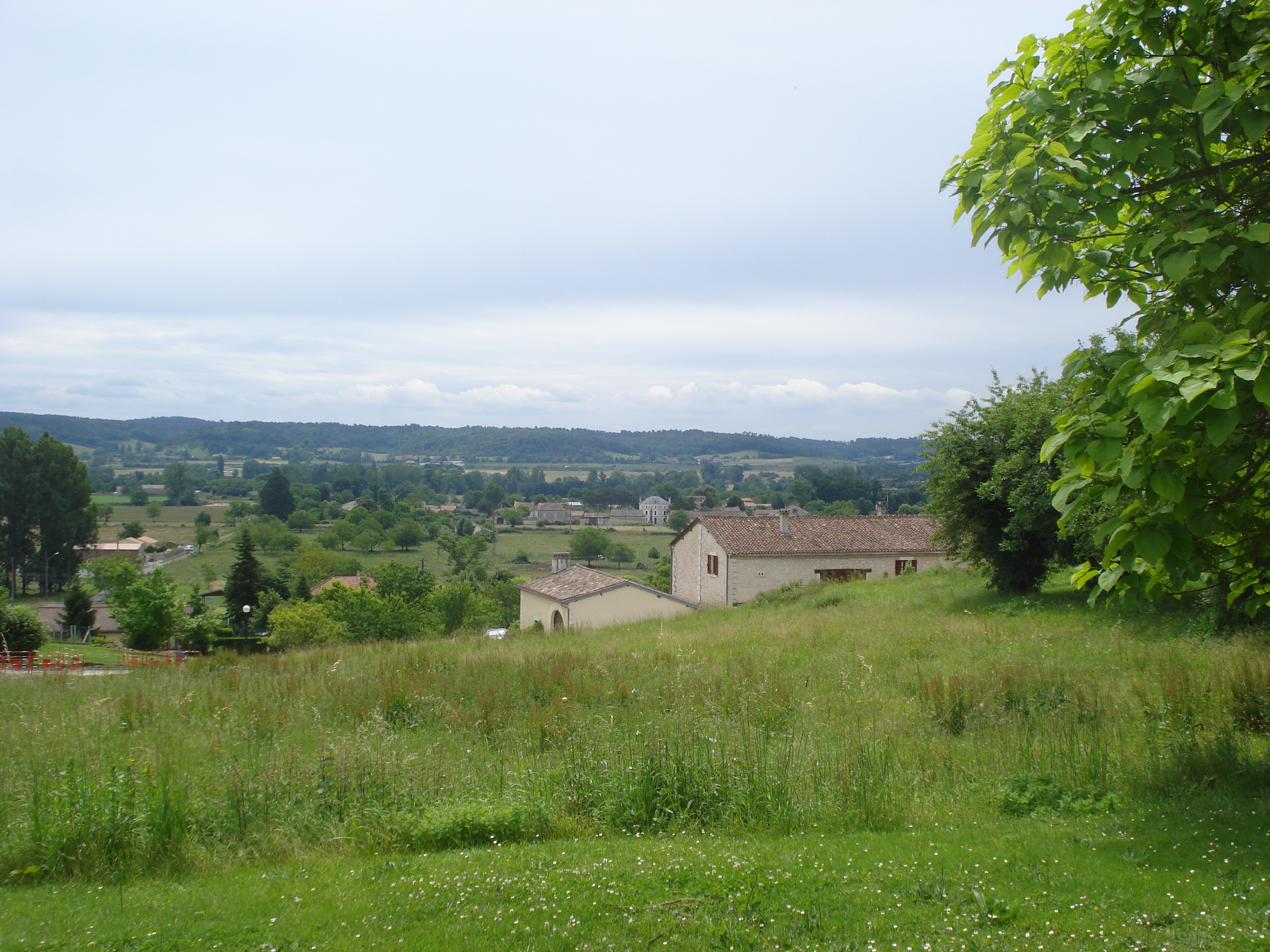
Douzillac, paysage (vue vers l'est).
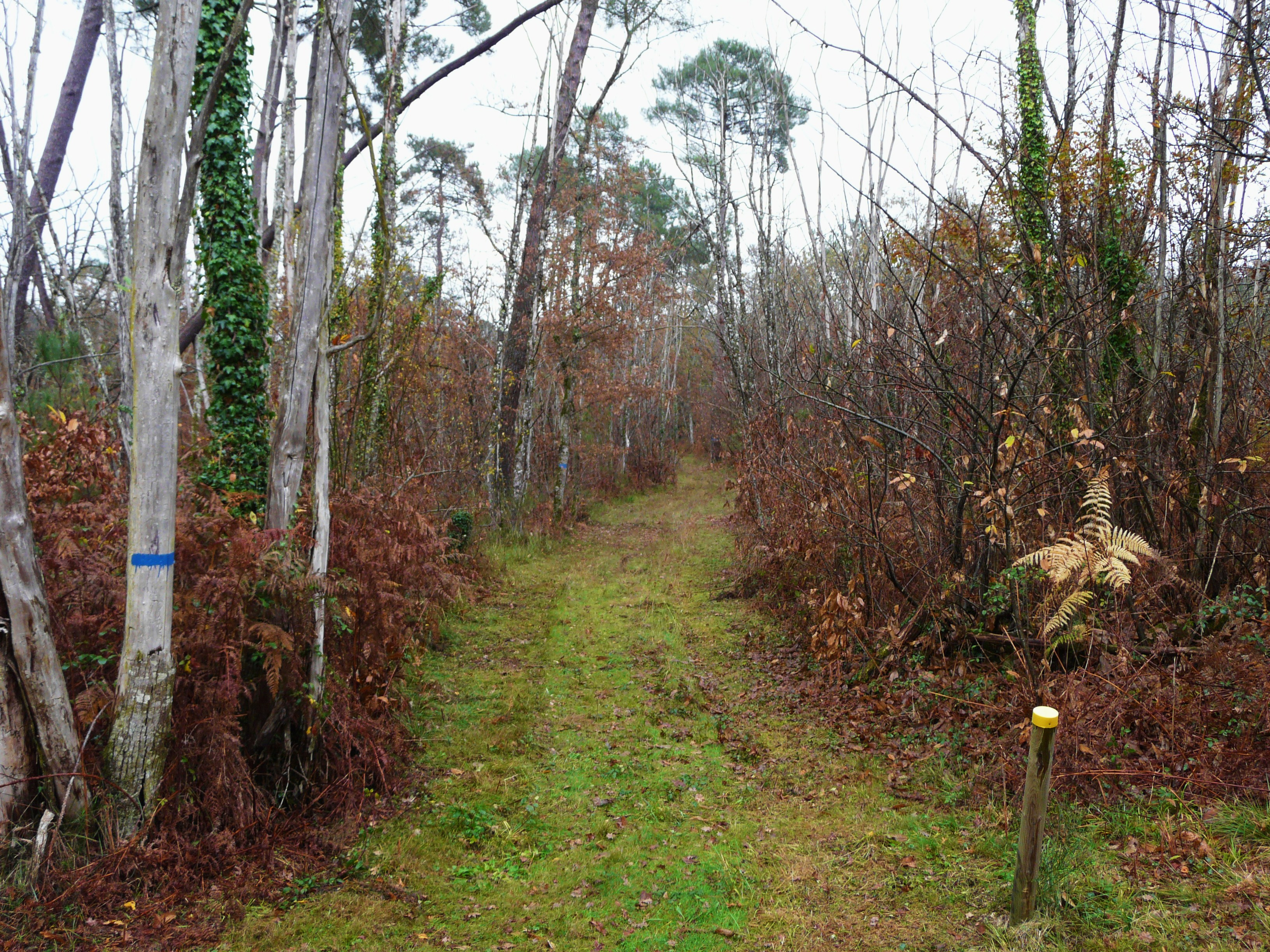
La forêt de la Double entre le Moulin de Beauronne et le bourg de Douzillac.

### Hydrographie

#### Réseau hydrographique
La commune est située dans le bassin de la Dordogne au sein du Bassin Adour-Garonne. Elle est drainée par l'Isle, la Beauronne, le Biacle, le ruisseau des Trois Fontaines et par divers petits cours d'eau, qui constituent un réseau hydrographique de 21 km de longueur totale,.
L'Isle, d'une longueur totale de 255,29 km, prend sa source dans la Haute-Vienne dans la commune de Janailhac et se jette dans la Dordogne — dont elle est le principal affluent — en rive droite face à Arveyres, en limite de Fronsac et de Libourne,. Elle arrose la commune du nord-est au sud-ouest sur six kilomètres, la séparant de Neuvic et Sourzac.
La Beauronne, d'une longueur totale de 18,12 km, prend sa source dans la commune de Saint-Vincent-de-Connezac ; son bras oriental se jette dans l'Isle en rive droite, en limite de Saint-Front-de-Pradoux et de Saint-Louis-en-l'Isle, face à Sourzac,. Elle arrose le territoire communal à l'ouest sur sept kilomètres, servant en grande partie de limite naturelle face aux communes de Beauronne et Saint-Jean-d'Ataux.
Deux autres affluents de rive drote de l'Isle arrosent la commune : le Biacle au sud sur plus d'un kilomètre et demi, et le ruisseau des Trois Fontaines qui borde le territoire communal à l'est sur un kilomètre et demi face à Neuvic.

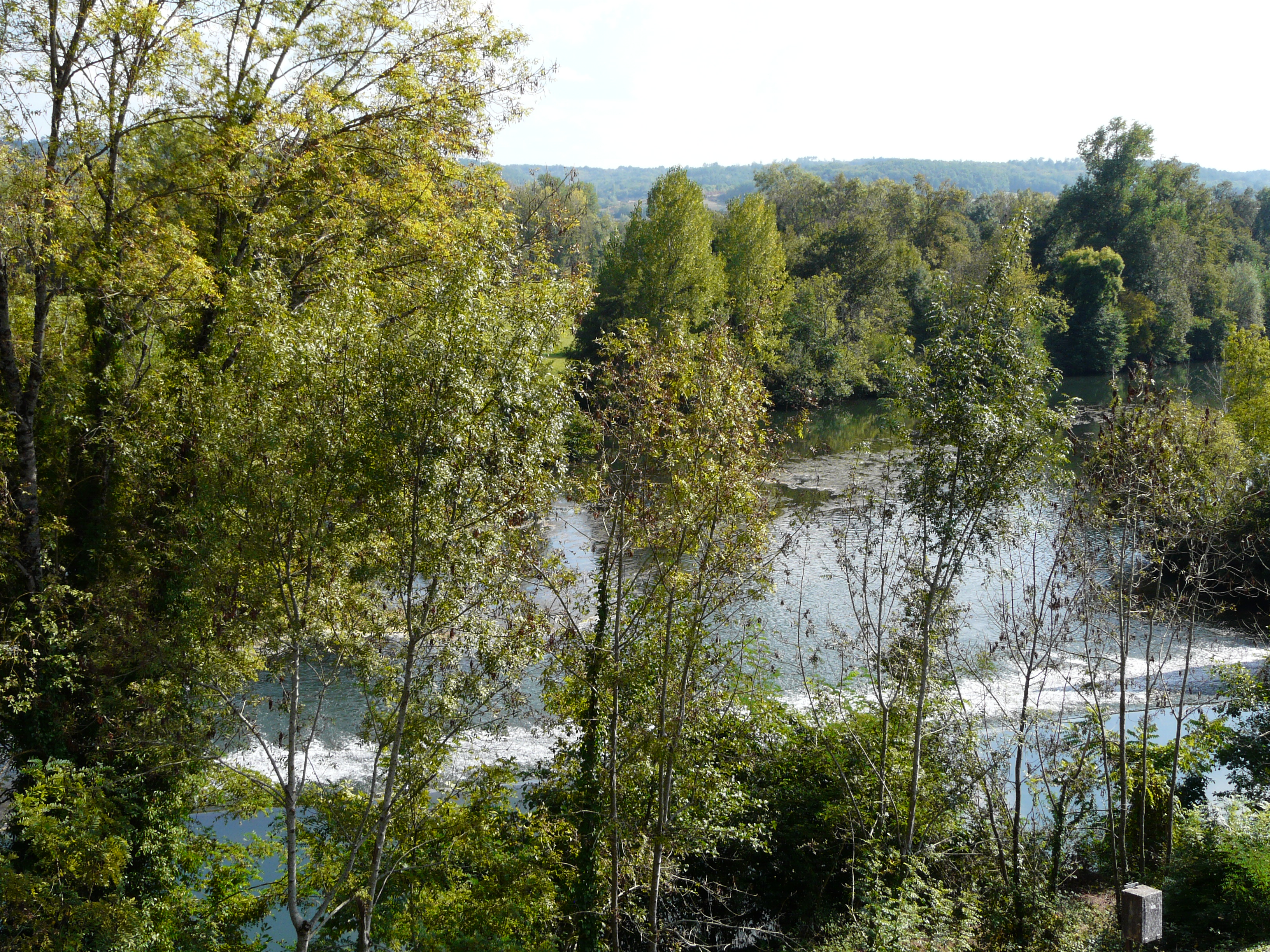
L'Isle au barrage de Mauriac, entre Douzillac (au premier plan) et Neuvic.
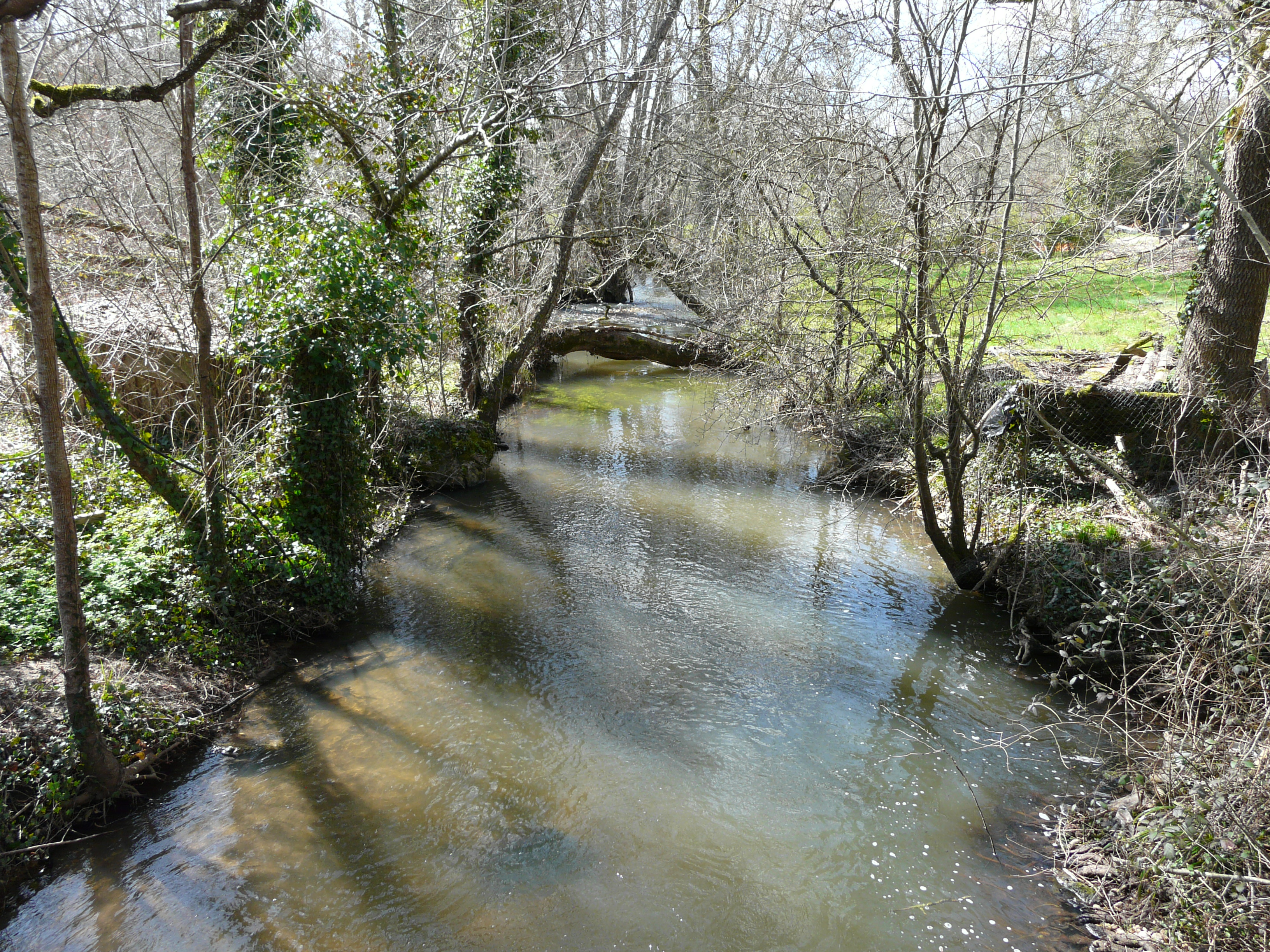
La Beauronne au lieu-dit les Planches, entre Douzillac (à gauche) et Saint-Jean-d'Ataux.
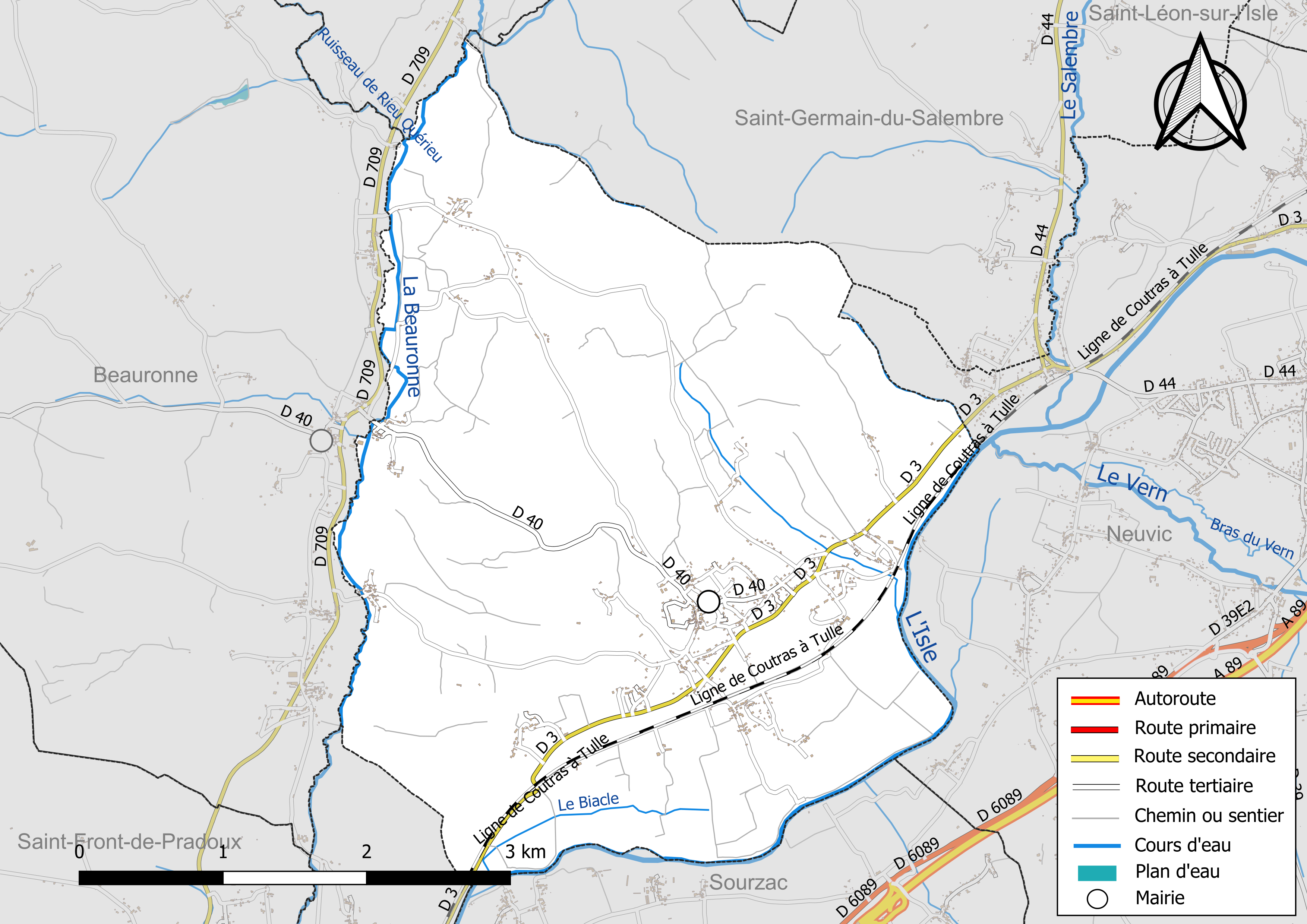
Réseaux hydrographique et routier de Douzillac.

#### Gestion et qualité des eaux
Le territoire communal est couvert par le schéma d'aménagement et de gestion des eaux (SAGE) « Isle - Dronne ». Ce document de planification, dont le territoire regroupe les bassins versants de l'Isle et de la Dronne, d'une superficie de 7 500 km2, a été approuvé le 2 août 2021. La structure porteuse de l'élaboration et de la mise en œuvre est l'établissement public territorial de bassin de la Dordogne (EPIDOR). Il définit sur son territoire les objectifs généraux d’utilisation, de mise en valeur et de protection quantitative et qualitative des ressources en eau superficielle et souterraine, en respect des objectifs de qualité définis dans le troisième SDAGE  du Bassin Adour-Garonne qui couvre la période 2022-2027, approuvé le 10 mars 2022.
La qualité des eaux de baignade et des cours d’eau peut être consultée sur un site dédié géré par les agences de l’eau et l’Agence française pour la biodiversité.

### Climat
Pour des articles plus généraux, voir Climat de la Nouvelle-Aquitaine et Climat de la Dordogne.
Historiquement, la commune est exposée à un climat océanique aquitain.  
En 2020, Météo-France publie une typologie des climats de la France métropolitaine dans laquelle la commune est dans une zone de transition entre le climat océanique et le climat océanique altéré et est dans la région climatique  Aquitaine, Gascogne, caractérisée par une pluviométrie abondante au printemps, modérée en automne, un faible ensoleillement au printemps, un été chaud (19,5 °C), des vents faibles, des brouillards fréquents en automne et en hiver et des orages fréquents en été (15 à 20 jours).
Pour la période 1971-2000, la température annuelle moyenne est de 12,6 °C, avec  une amplitude thermique annuelle de 15,2 °C. Le cumul annuel moyen de précipitations est de 863 mm, avec 12,1 jours de précipitations en janvier et 6,6 jours en juillet. Pour la période 1991-2020, la température moyenne annuelle observée sur la station météorologique la plus proche, située sur la commune de Saint-Martin-de-Ribérac à 17 km à vol d'oiseau, est de 13,5 °C et le cumul annuel moyen de précipitations est de 916,6 mm,. Pour l'avenir, les paramètres climatiques de la commune estimés pour 2050 selon différents scénarios d’émission de gaz à effet de serre sont consultables sur un site dédié publié par Météo-France en novembre 2022.

### Milieux naturels et biodiversité
Située au sud-est de la forêt de la Double et bordée par l'Isle, la commune représente un grand intérêt pour la faune et la flore locales. Des zones de protection y sont donc délimitées.

#### Natura 2000

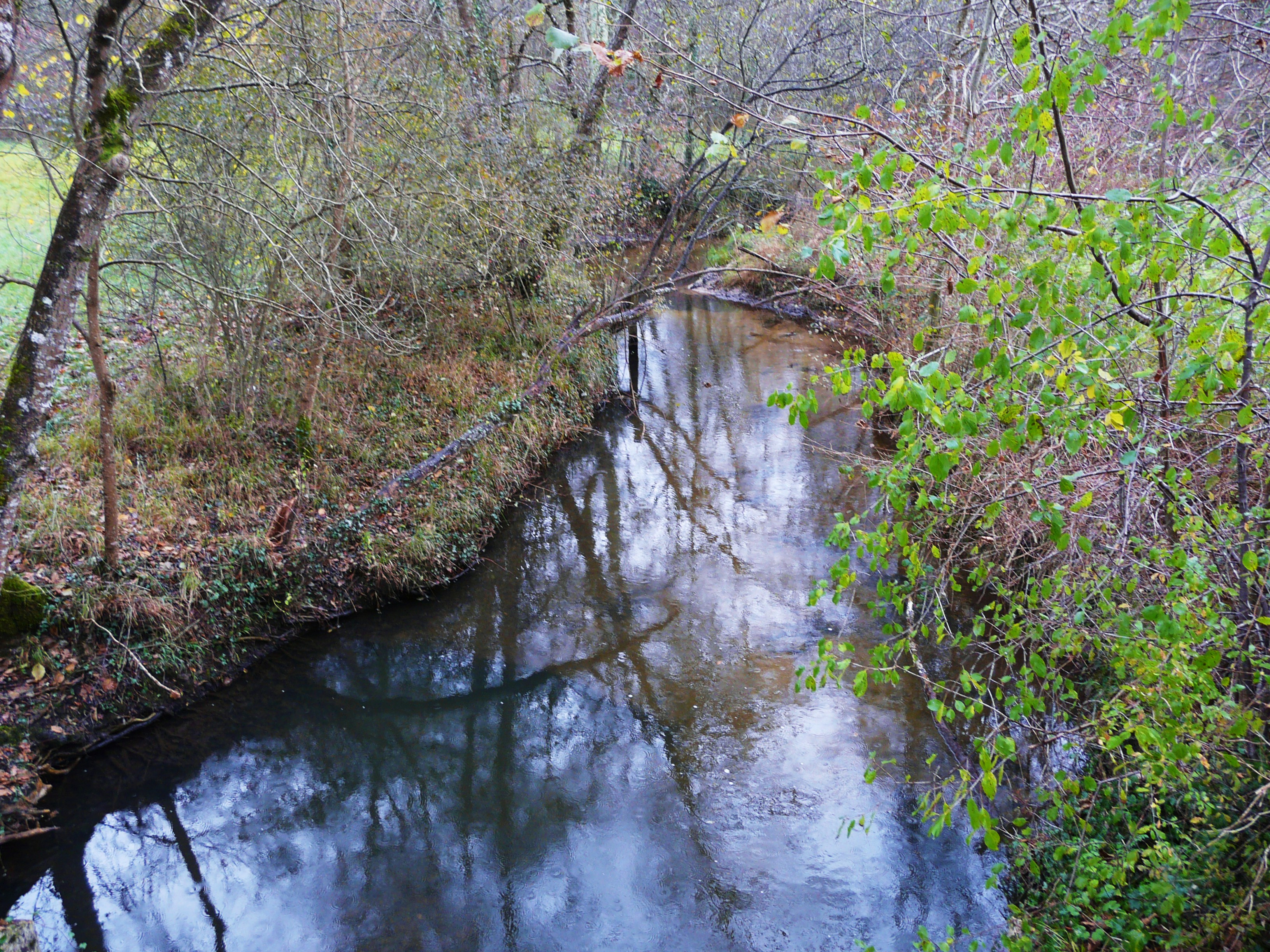
La Beauronne entre les Ralauds et le Moulin de Beauronne.

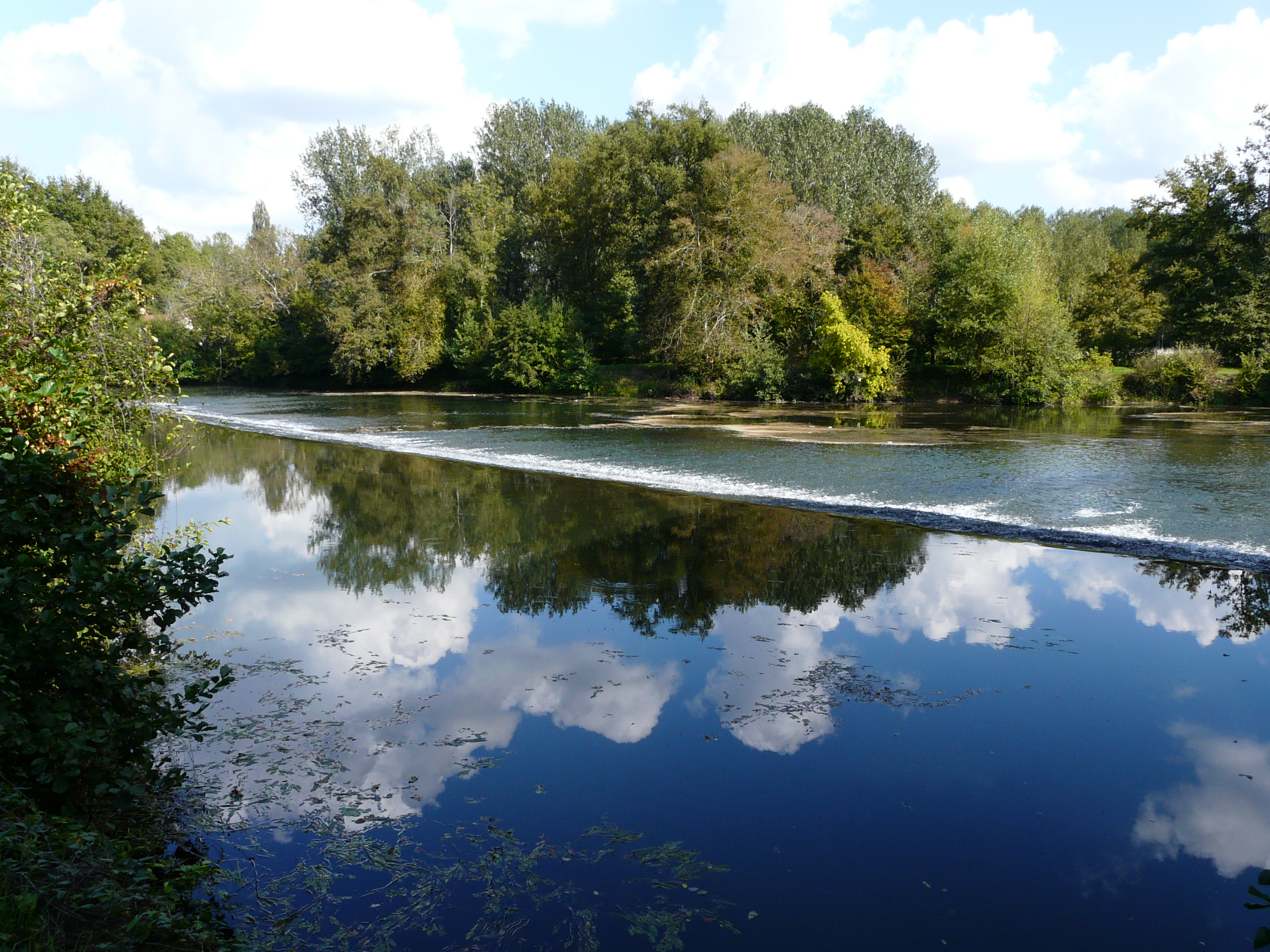
L'Isle au barrage de Mauriac.

Deux sites Natura 2000 sont présents sur le territoire communal.
La vallée de la Beauronne fait partie des vallées de la Double, considérées comme site important par le réseau Natura 2000 pour la conservation d'espèces animales européennes menacées. On peut y trouver notamment la cistude d'Europe (Emis orbicularis), l'écrevisse à pattes blanches (Austropotamobius pallipes), la loutre (Lutra lutra), le vison d'Europe (Mustela lutreola), le chabot commun (Cottus gobio) ou encore la lamproie de Planer (Lampetra planeri).
Depuis Périgueux jusqu'à sa confluence avec la Dordogne, l'Isle et sa vallée, ensemble de prairies et de cultures, représentent un site très important pour le vison d'Europe ainsi que pour une libellule : le gomphe de Graslin (Gomphus gaslinii). Outre la cistude d'Europe et l'écrevisse à pattes blanches, on y trouve également des aires de reproduction de six espèces de poissons dont des lamproies et des aloses.

#### ZNIEFF
La commune présente deux zones naturelles d'intérêt écologique, faunistique et floristique (ZNIEFF) :
- sur les deux tiers du territoire communal, une ZNIEFF de type II : une zone boisée, la Double orientale[31],[32].
- depuis l'entrée de l'Isle sur la commune jusqu'au lieu-dit La Martinie, une ZNIEFF de type I : la « vallée de l'Isle de Neuvic à Saint-Louis-en-l'Isle », site de prairies inondables à la flore et la faune diversifiées[33],[34].

## Urbanisme

### Typologie
Au 1er janvier 2024, Douzillac est catégorisée commune rurale à habitat dispersé, selon la nouvelle grille communale de densité à 7 niveaux définie par l'Insee en 2022.
Elle est située hors unité urbaine et hors attraction des villes,.

### Occupation des sols
L'occupation des sols de la commune, telle qu'elle ressort de la base de données européenne d’occupation biophysique des sols Corine Land Cover (CLC), est marquée par l'importance des forêts et milieux semi-naturels (58 % en 2018), en augmentation par rapport à 1990 (56,9 %). La répartition détaillée en 2018 est la suivante : 
forêts (54 %), zones agricoles hétérogènes (16,1 %), prairies (14,6 %), zones urbanisées (6,5 %), terres arables (4,8 %), milieux à végétation arbustive et/ou herbacée (4 %). L'évolution de l’occupation des sols de la commune et de ses infrastructures peut être observée sur les différentes représentations cartographiques du territoire : la carte de Cassini (XVIIIe siècle), la carte d'état-major (1820-1866) et les cartes ou photos aériennes de l'IGN pour la période actuelle (1950 à aujourd'hui).

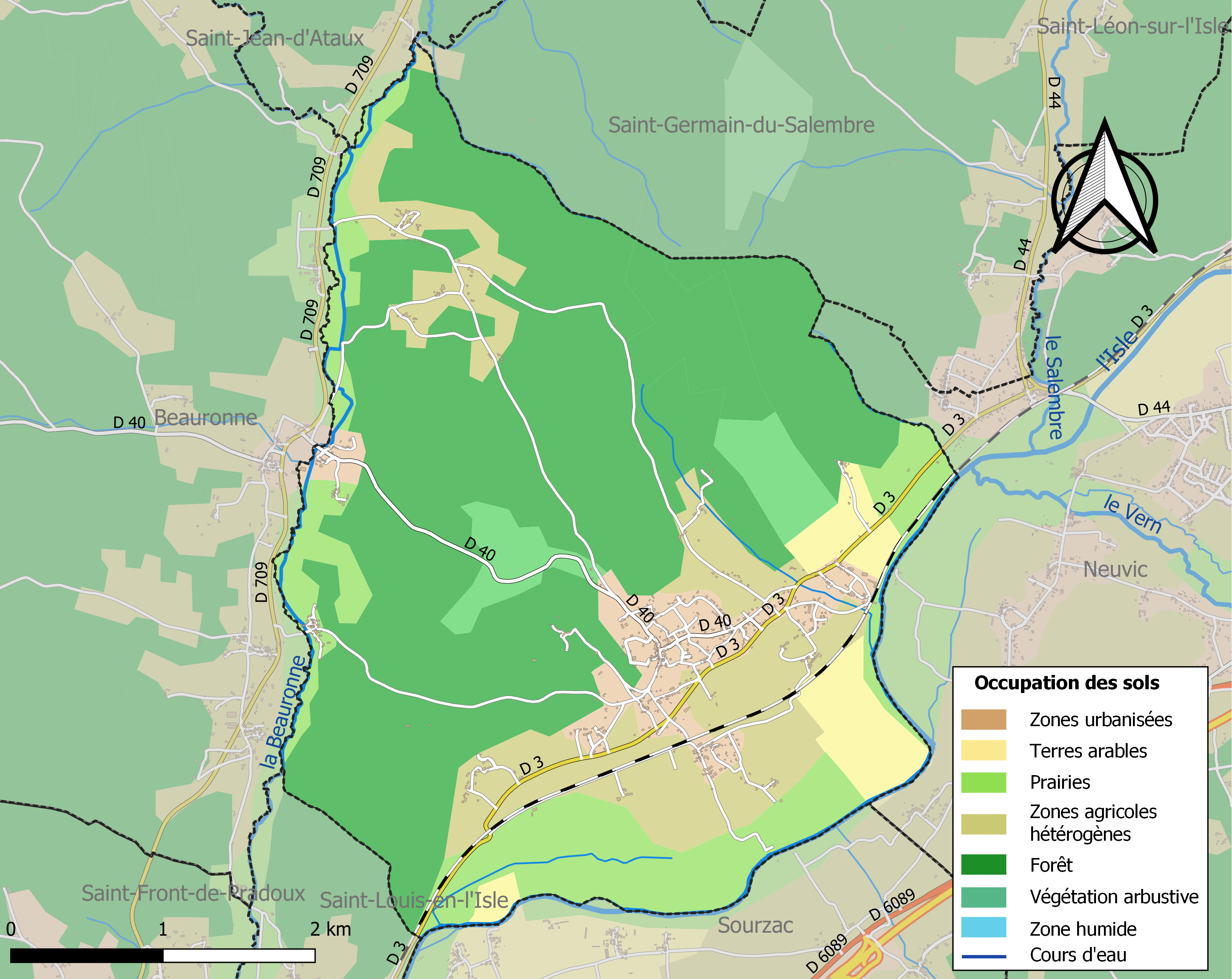
Carte des infrastructures et de l'occupation des sols de la commune en 2018 (CLC).

### Prévention des risques
Le territoire de la commune de Douzillac est vulnérable à différents aléas naturels : météorologiques (tempête, orage, neige, grand froid, canicule ou sécheresse), inondations, feux de forêts, mouvements de terrains et séisme (sismicité très faible). Un site publié par le BRGM permet d'évaluer simplement et rapidement les risques d'un bien localisé soit par son adresse soit par le numéro de sa parcelle.

#### Risques naturels
Certaines parties du territoire communal sont susceptibles d’être affectées par le risque d’inondation par débordement de cours d'eau, notamment l'Isle et la Beauronne. La commune a été reconnue en état de catastrophe naturelle au titre des dommages causés par les inondations et coulées de boue survenues en 1982, 1986, 1991, 1993 et 1999,. Le risque inondation est pris en compte dans l'aménagement du territoire de la commune par le biais du plan de prévention des risques inondation (PPRI) de la « vallée de l'Isle - Mussidanais »  prescrit le 14 mai 2007 et approuvé le 6 juillet 2009, pour les crues de l'Isle, impactant ses rives jusqu'à 700 mètres de largeur sur le territoire communal au sud de la ligne ferroviaire, à l'ouest du lieu-dit la Vaurille,.
Douzillac est exposée au risque de feu de forêt. L’arrêté préfectoral du 14 mars 2013 fixe les conditions de pratique des incinérations et de brûlage dans un objectif de réduire le risque de départs d’incendie. À ce titre, des périodes sont déterminées : interdiction totale du 15 février au 15 mai et du 15 juin au 15 octobre, utilisation réglementée du 16 mai au 14 juin et du 16 octobre au 14 février. En septembre 2020, un plan inter-départemental de protection des forêts contre les incendies (PidPFCI) a été adopté pour la période 2019-2029,.

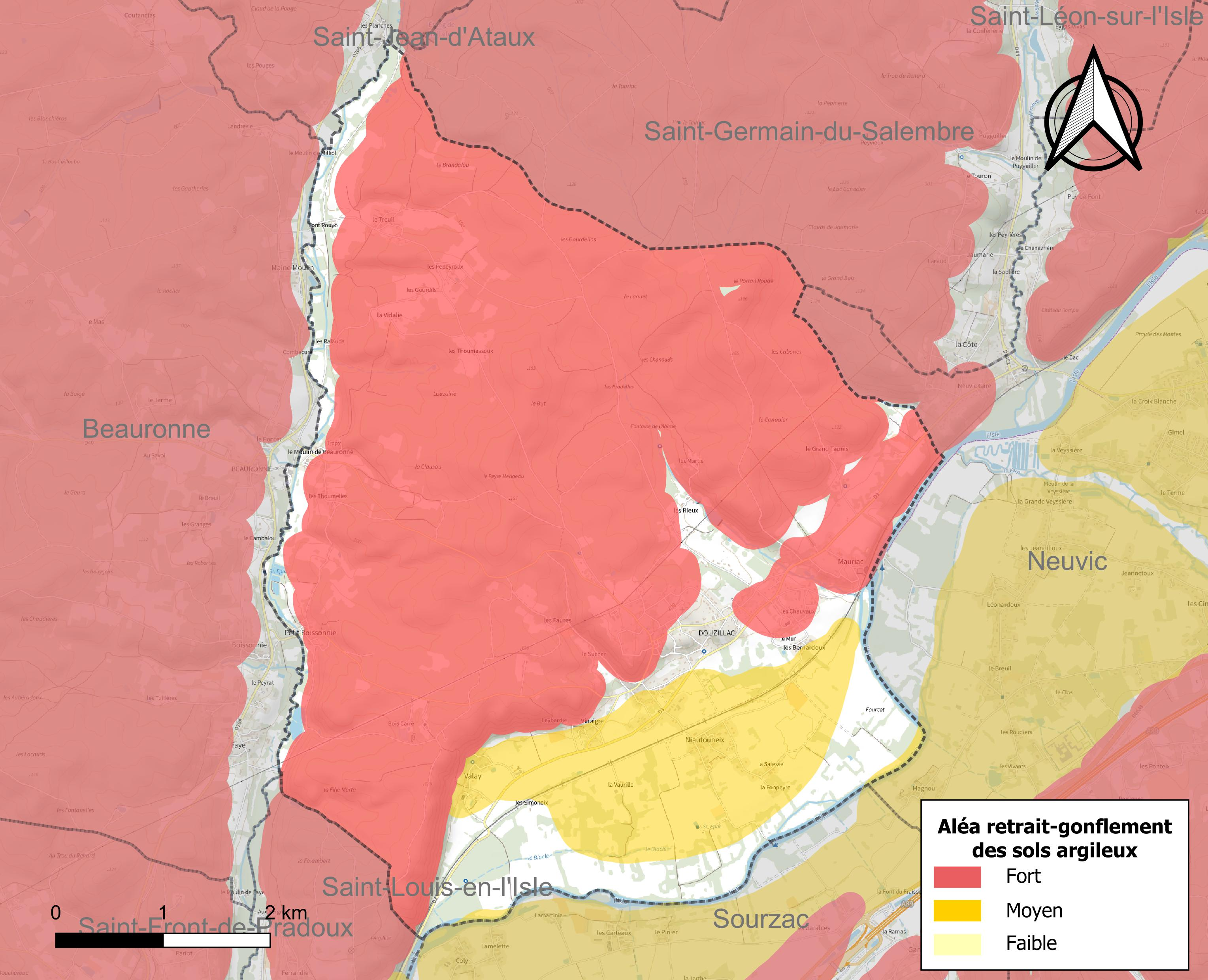
Carte des zones d'aléa retrait-gonflement des sols argileux de Douzillac.

Les mouvements de terrains susceptibles de se produire sur la commune sont des tassements différentiels. Le retrait-gonflement des sols argileux est susceptible d'engendrer des dommages importants aux bâtiments en cas d’alternance de périodes de sécheresse et de pluie. 84 % de la superficie communale est en aléa moyen ou fort (58,6 % au niveau départemental et 48,5 % au niveau national métropolitain). Depuis le 1er octobre 2020, en application de la loi ÉLAN, différentes contraintes s'imposent aux vendeurs, maîtres d'ouvrages ou constructeurs de biens situés dans une zone classée en aléa moyen ou fort,.
La commune a été reconnue en état de catastrophe naturelle au titre des dommages causés par la sécheresse en 1989, 1992, 1995, 2005 et 2011 et par des mouvements de terrain en 1999.

## Toponymie
En occitan, la commune porte le nom de Dosilhac.

## Politique et administration

### Administration municipale
La population de la commune étant comprise entre 500 et 1 499 habitants au recensement de 2017, quinze conseillers municipaux ont été élus en 2020,.

### Liste des maires
| Période                                  | Période        | Identité                  | Étiquette             | Qualité                            |
| ---------------------------------------- | -------------- | ------------------------- | --------------------- | ---------------------------------- |
| Les données manquantes sont à compléter. |                |                           |                       |                                    |
| 1792                                     | 1799           | Jean Barronnie            |                       |                                    |
| 1799                                     | 1815           | Bernard Bleynie           |                       |                                    |
| 1815                                     | 1832           | Joseph Chevalier Lareygne |                       |                                    |
| 1832                                     | 1835           | Ainé Lestang              |                       |                                    |
| 1835                                     | 1842           | Joseph Chevalier Lareygne |                       |                                    |
| 1842                                     | 1848           | Théodore Bleynie          |                       |                                    |
| 1848                                     | 1852           | Pierre Jules Saby         |                       |                                    |
| 1852                                     | 1855           | Pierre Brizon             |                       |                                    |
| 1855                                     | 1870           | Léon Chevalier Lareygne   |                       |                                    |
| 1870                                     | (1877 ou 1878) | Antoine Chivaille         |                       | Notaire                            |
| janvier 1878                             | novembre 1903  | Max Bleynie               |                       | Agriculteur                        |
| novembre 1903                            | décembre 1903  | Théodore Laborie          |                       | Adjoint faisant fonctions de maire |
| décembre 1903                            | mai 1904       | Théodore Laborie          |                       |                                    |
| mai 1904                                 | décembre 1919  | Gustave Garnier           |                       |                                    |
| décembre 1919                            | (1920 ou 1921) | F. Vermeil de Conchard    |                       |                                    |
| février 1921                             | octobre 1944   | Joseph Pierre Dessagne    |                       |                                    |
| octobre 1944                             | mai 1945       | Joseph Dubeau             |                       |                                    |
| mai 1945                                 | mars 1959      | Fernand Madillac          |                       |                                    |
| mars 1959                                | mars 1977      | Gaston Bariteaud          |                       |                                    |
| mars 1977                                | mars 2001      | Arnaud Moreau             |                       |                                    |
| mars 2001                                | mars 2014      | Alain Auxerre             | SE puis apparenté PCF | Retraité de la fonction publique   |
| mars 2014 (réélu en mai 2020)            | En cours       | Dominique Mazière         |                       |                                    |

## Équipements et services publics

### Enseignement
La commune fait partie du regroupement pédagogique intercommunal (RPI) Douzillac-Beauronne. Début 2021, les deux anciens bâtiments de l'école de Douzillac sont remplacés par une école nouvellement bâtie, permettant d'accueillir les élèves depuis la maternelle jusqu'au cours élémentaire 2, les cours moyens étant assurés par l'école de Beauronne.

### Justice
Dans le domaine judiciaire, Douzillac relève : 
- du tribunal judiciaire, du tribunal pour enfants, du conseil de prud'hommes et du tribunal de commerce de Périgueux ;
- du pôle Nationalité du tribunal judiciaire de Périgueux (compétent uniquement dans le domaine de la nationalité) ;
- de la cour d'appel, du tribunal administratif et de la  cour administrative d'appel de Bordeaux.

## Population et société

### Démographie
L'évolution du nombre d'habitants est connue à travers les recensements de la population effectués dans la commune depuis 1793. Pour les communes de moins de 10 000 habitants, une enquête de recensement portant sur toute la population est réalisée tous les cinq ans, les populations de référence des années intermédiaires étant quant à elles estimées par interpolation ou extrapolation. Pour la commune, le premier recensement exhaustif entrant dans le cadre du nouveau dispositif a été réalisé en 2006.

En 2022, la commune comptait 846 habitants, en évolution de +4,83 % par rapport à 2016 (Dordogne : +0,37 %, France hors Mayotte : +2,11 %).
| 1793  | 1800  | 1806  | 1821  | 1831  | 1836  | 1841  | 1846  | 1851  |
| ----- | ----- | ----- | ----- | ----- | ----- | ----- | ----- | ----- |
| 1 182 | 1 208 | 1 155 | 1 117 | 1 232 | 1 187 | 1 188 | 1 250 | 1 175 |

| 1856  | 1861  | 1866  | 1872  | 1876  | 1881  | 1886  | 1891  | 1896  |
| ----- | ----- | ----- | ----- | ----- | ----- | ----- | ----- | ----- |
| 1 115 | 1 091 | 1 074 | 1 043 | 1 052 | 1 065 | 1 117 | 1 027 | 1 007 |

| 1901 | 1906 | 1911 | 1921 | 1926 | 1931 | 1936 | 1946 | 1954 |
| ---- | ---- | ---- | ---- | ---- | ---- | ---- | ---- | ---- |
| 938  | 975  | 944  | 802  | 831  | 793  | 754  | 753  | 737  |

| 1962 | 1968 | 1975 | 1982 | 1990 | 1999 | 2006 | 2011 | 2016 |
| ---- | ---- | ---- | ---- | ---- | ---- | ---- | ---- | ---- |
| 689  | 716  | 679  | 604  | 628  | 710  | 784  | 798  | 807  |

| 2021 | 2022 | - | - | - | - | - | - | - |
| ---- | ---- | - | - | - | - | - | - | - |
| 828  | 846  | - | - | - | - | - | - | - |

### Manifestations culturelles et festivités
- Fête communale sur quatre jours fin août[63].

## Économie

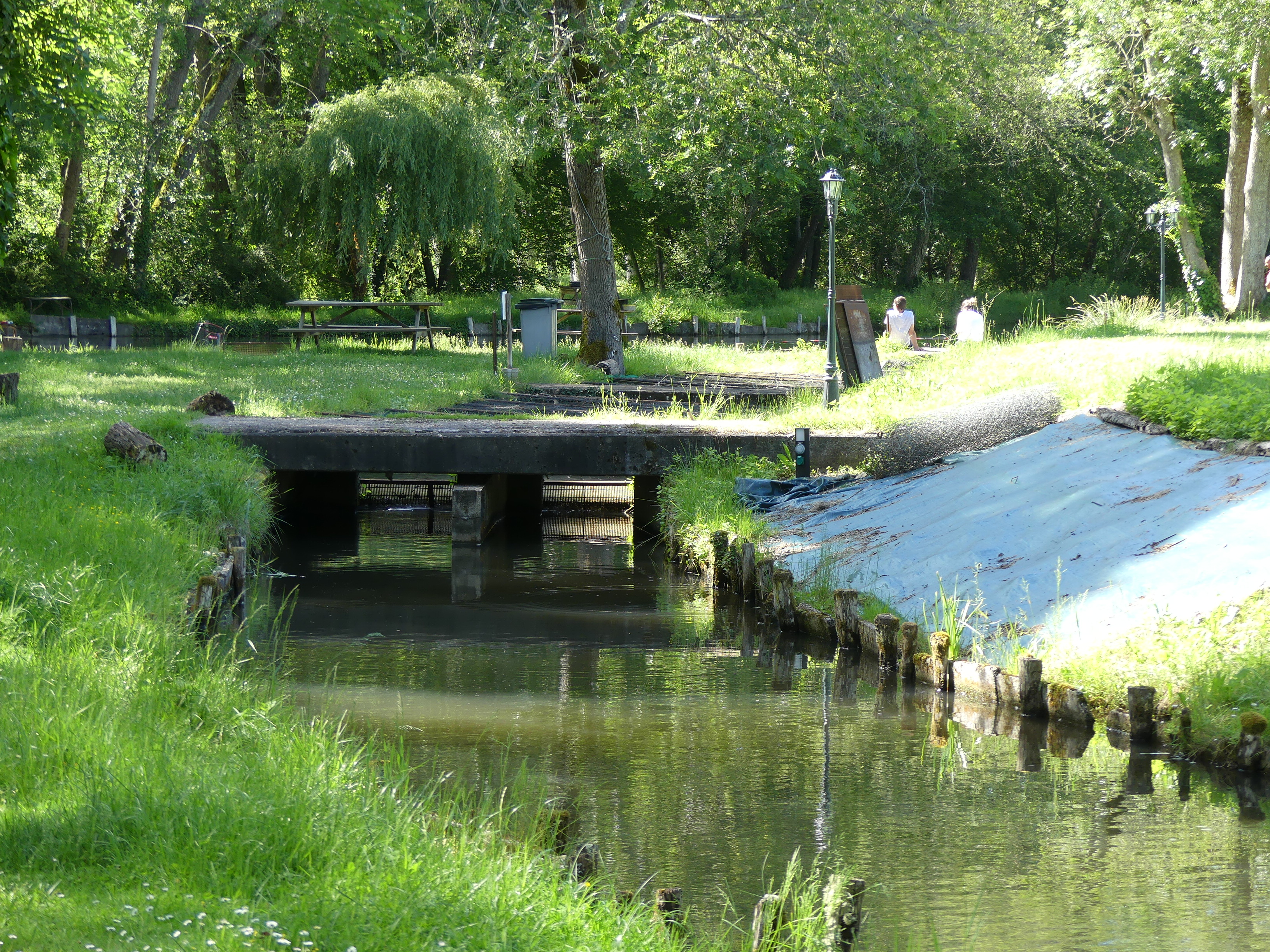
Ferme aquacole sur la Beauronne au lieu-dit Petit-Boissonnie.

### Emploi
En 2015, parmi la population communale comprise entre 15 et 64 ans, les actifs représentent 340 personnes, soit 42,1 % de la population municipale. Le nombre de chômeurs (cinquante-sept) a augmenté par rapport à 2010 (quarante) et le taux de chômage de cette population active s'établit à 16,8 %.

### Établissements
Au 31 décembre 2015, la commune compte quarante-sept établissements, dont vingt-quatre au niveau des commerces, transports ou services, neuf dans l'agriculture, la sylviculture ou la pêche, neuf dans l'industrie, trois dans la construction, et deux relatifs au secteur administratif, à l'enseignement, à la santé ou à l'action sociale.

## Culture locale et patrimoine

### Lieux et monuments
- Église Saint Vincent, romane avec des voûtes gothiques du XVIe siècle.
- Château de Mauriac, XVe siècle, inscrit au titre des monuments historiques depuis 1948[67], et son domaine, inscrit en 2016[68].
- Château des Chauveaux où vécut et où est décédé Philippe Maine.
- Manoir de Bois-carré, XIXe siècle, et son pigeonnier.
- Castel Valay.
- Les gîtes ruraux.
- L'ancien presbytère.
- Maison à poivrière, aménagée en gîtes ruraux.
- Fontaines du bourg et de Cerveau.

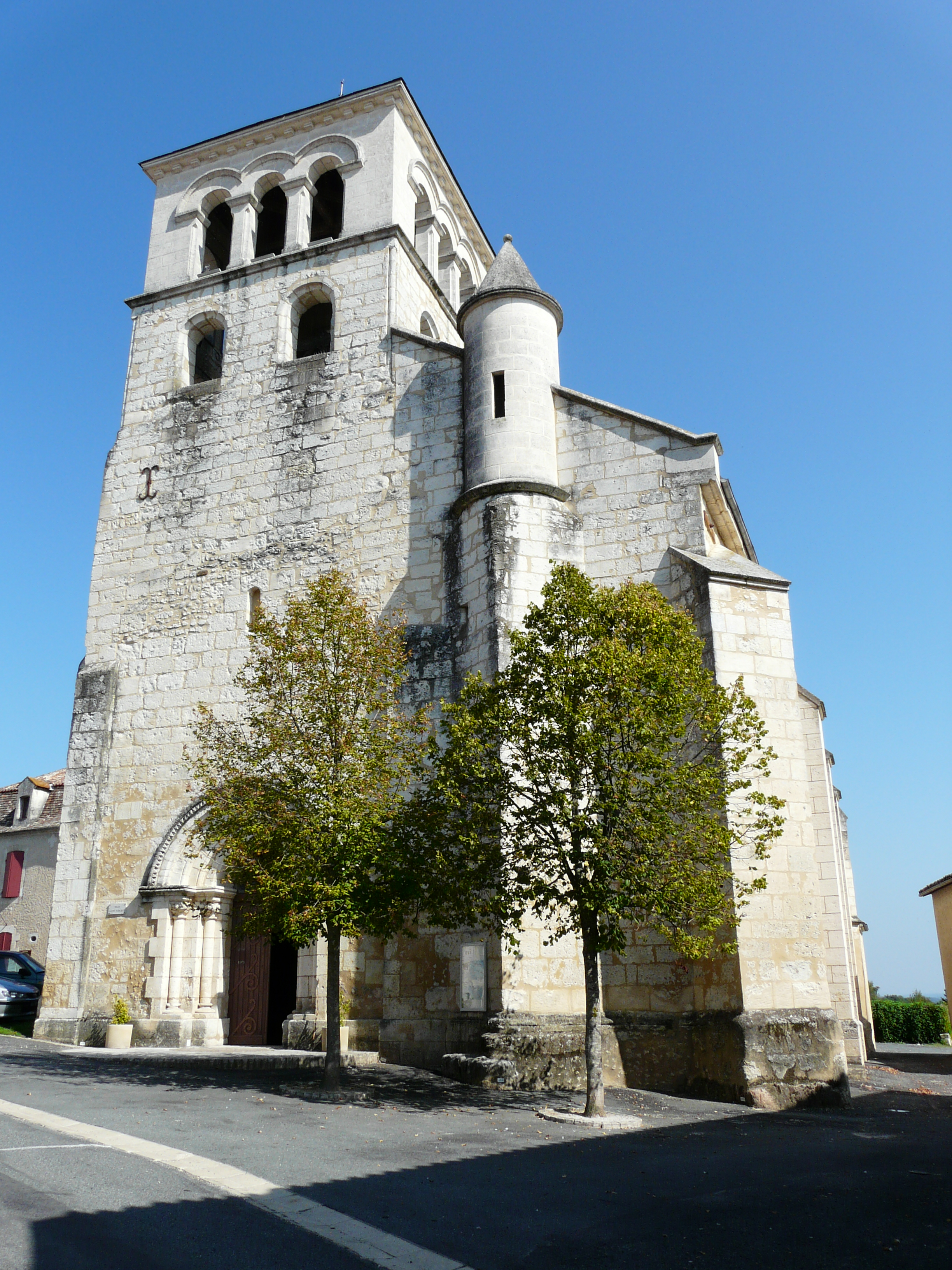
L'église Saint-Vincent.
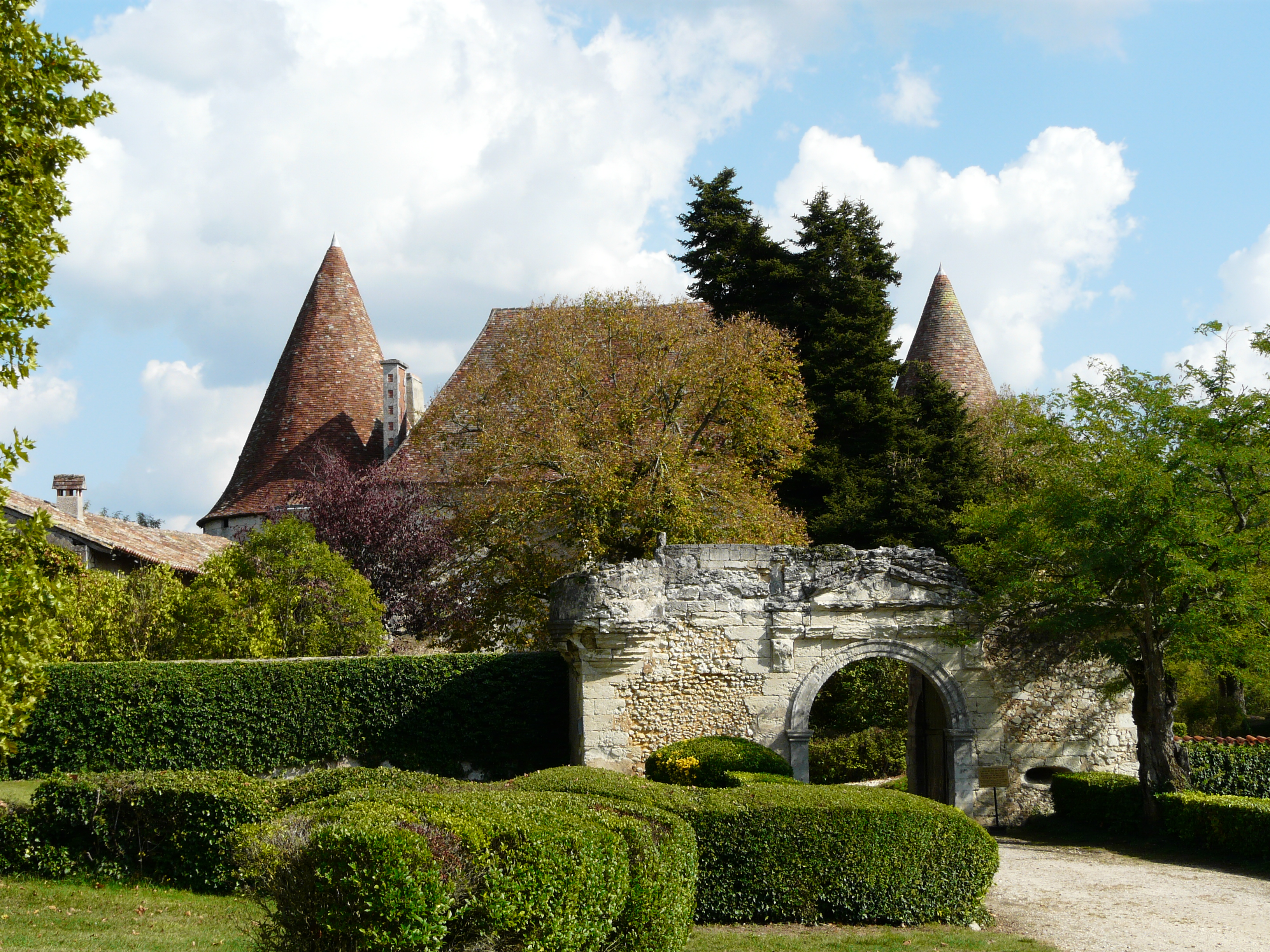
L'entrée du château de Mauriac.
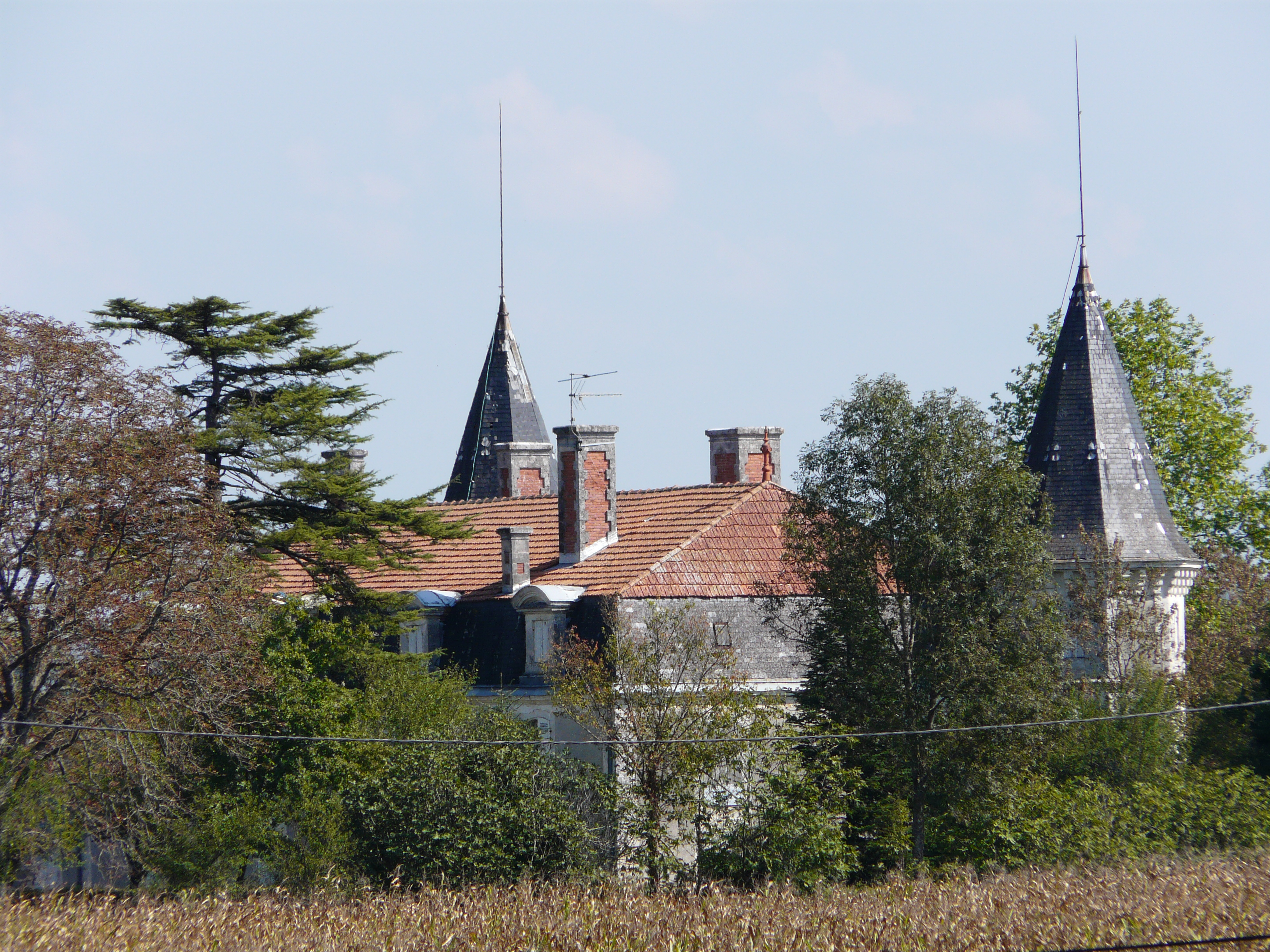
Les toits du château des Chauveaux.
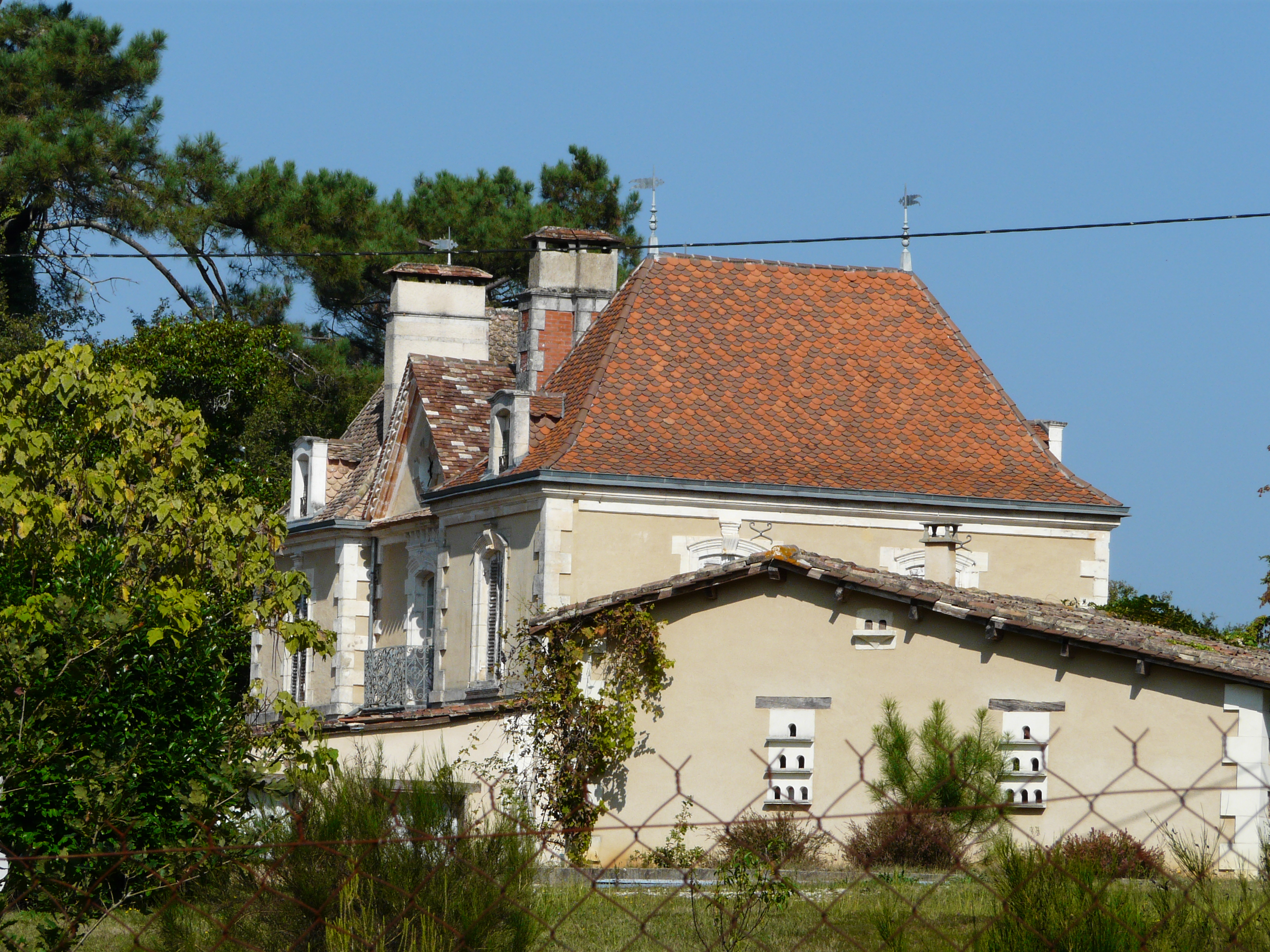
Le manoir de Bois-carré.
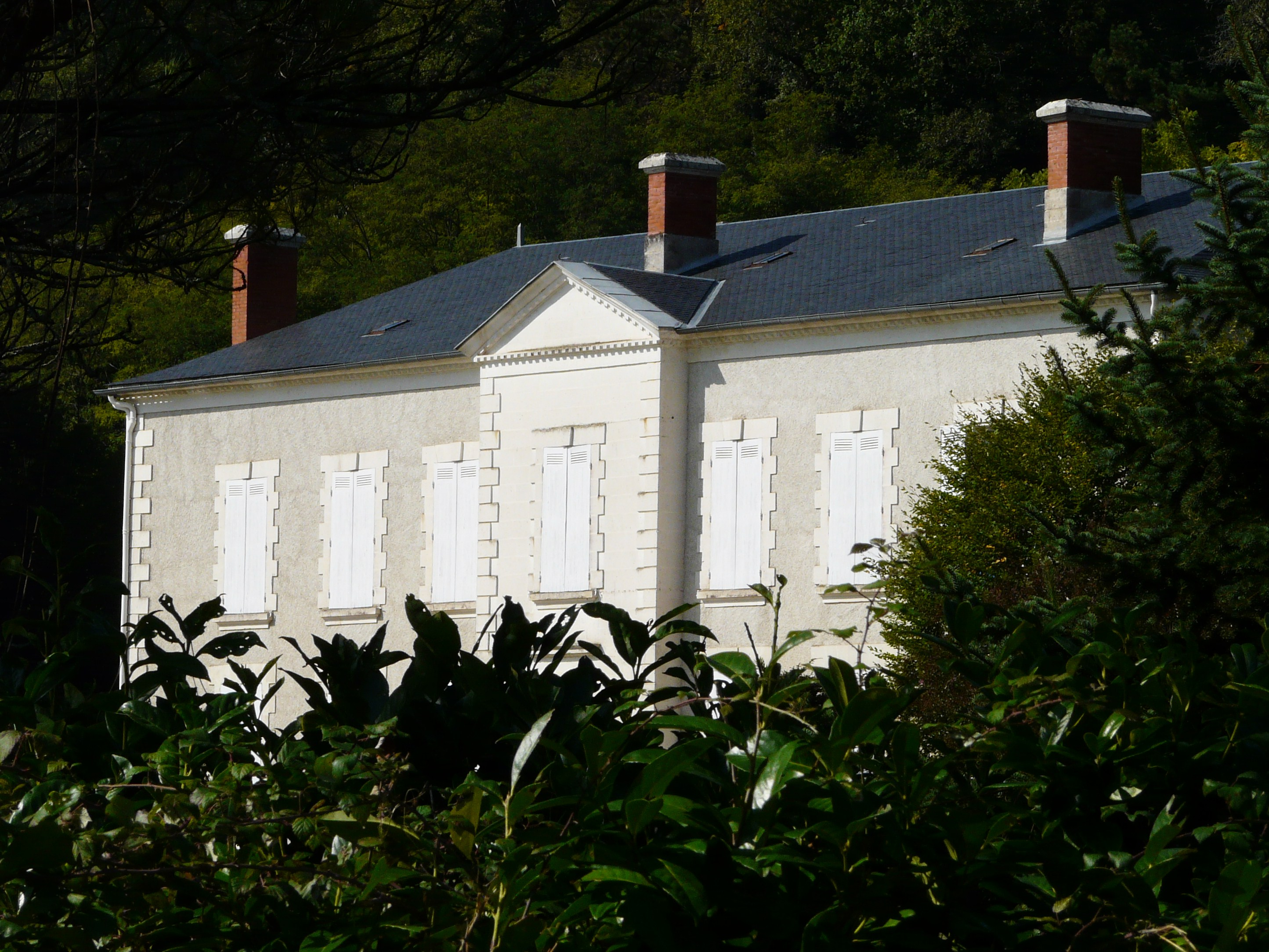
Castel Valay.
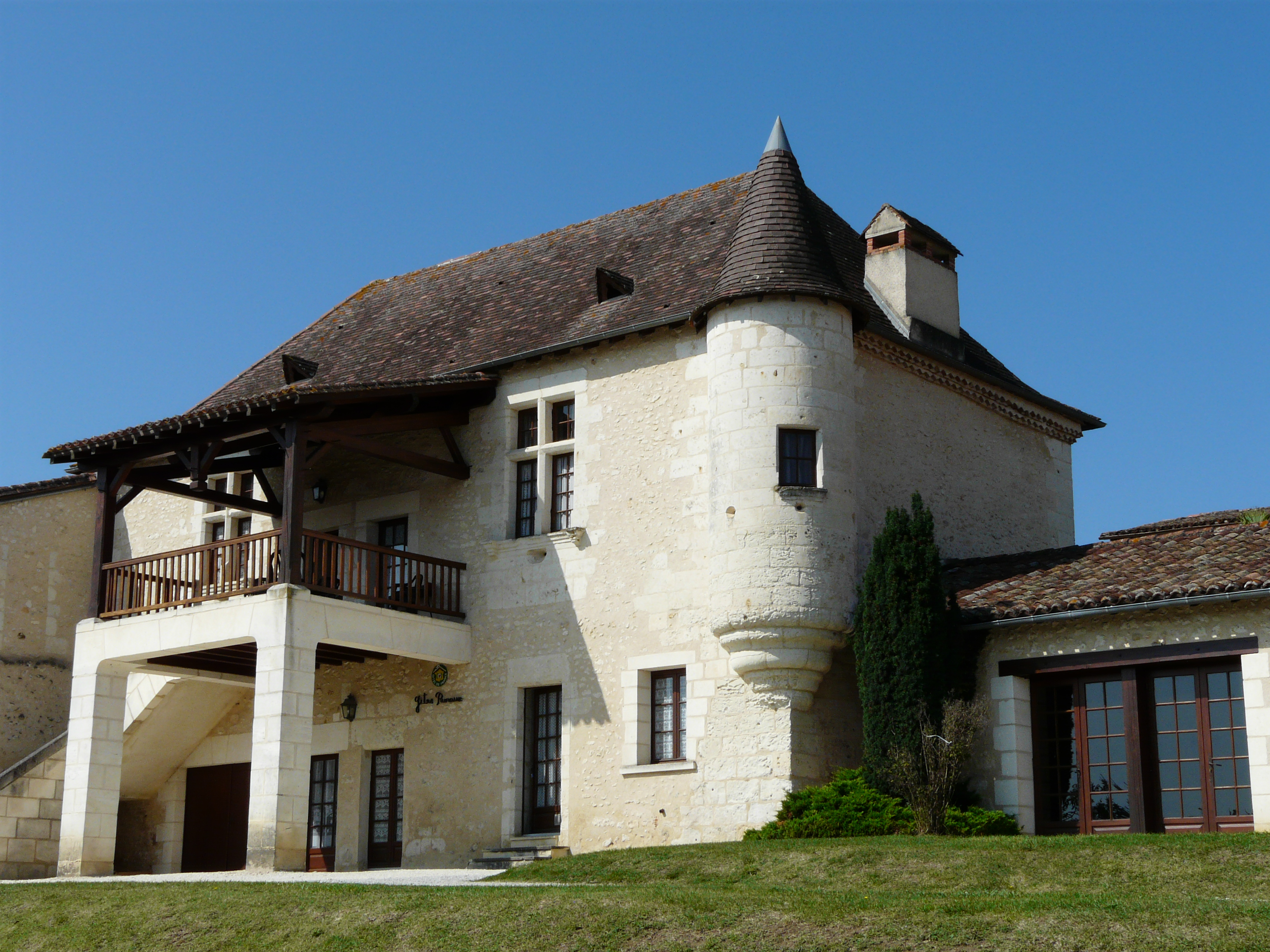
Les gîtes ruraux.
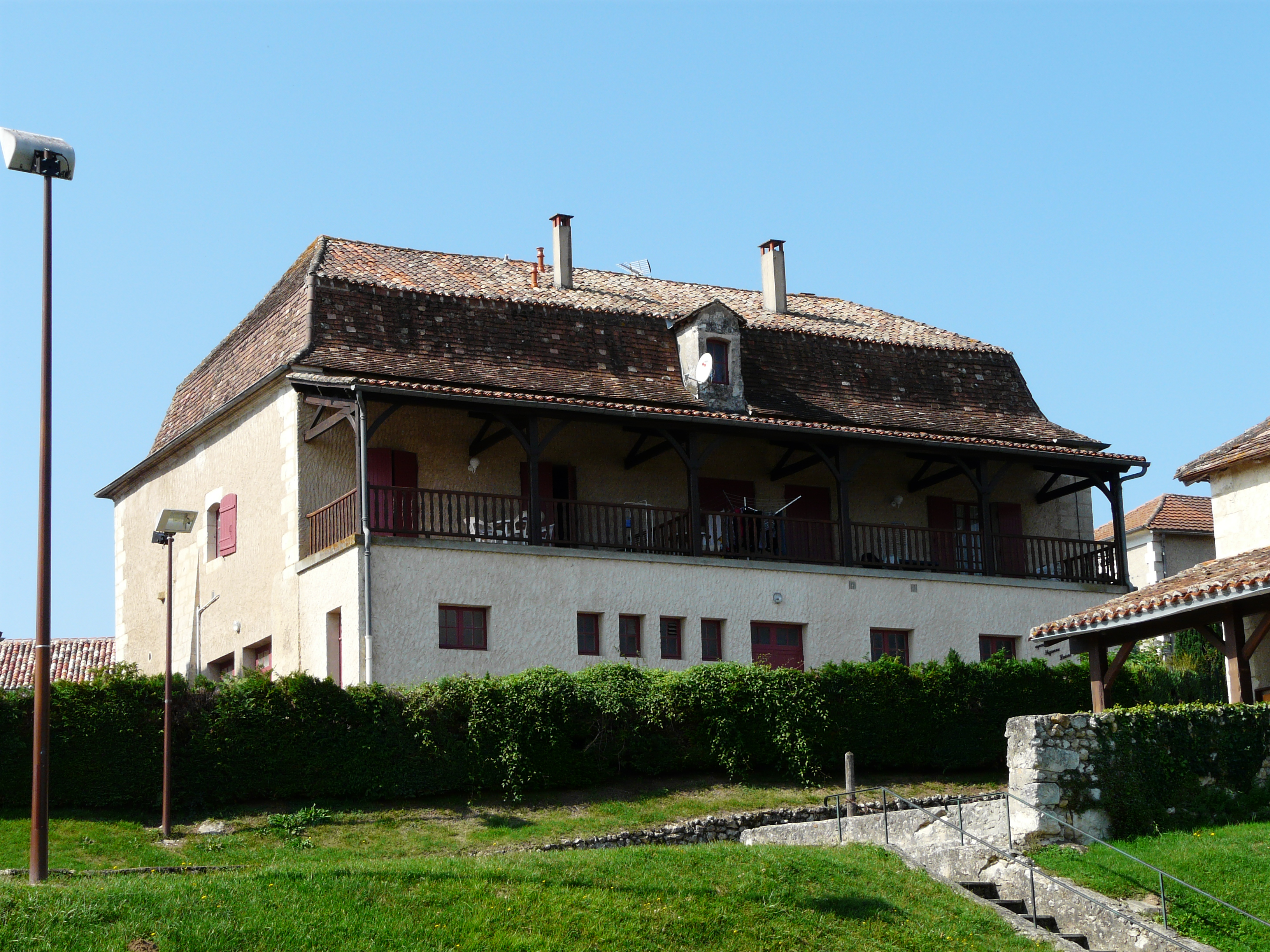
L'ancien presbytère.
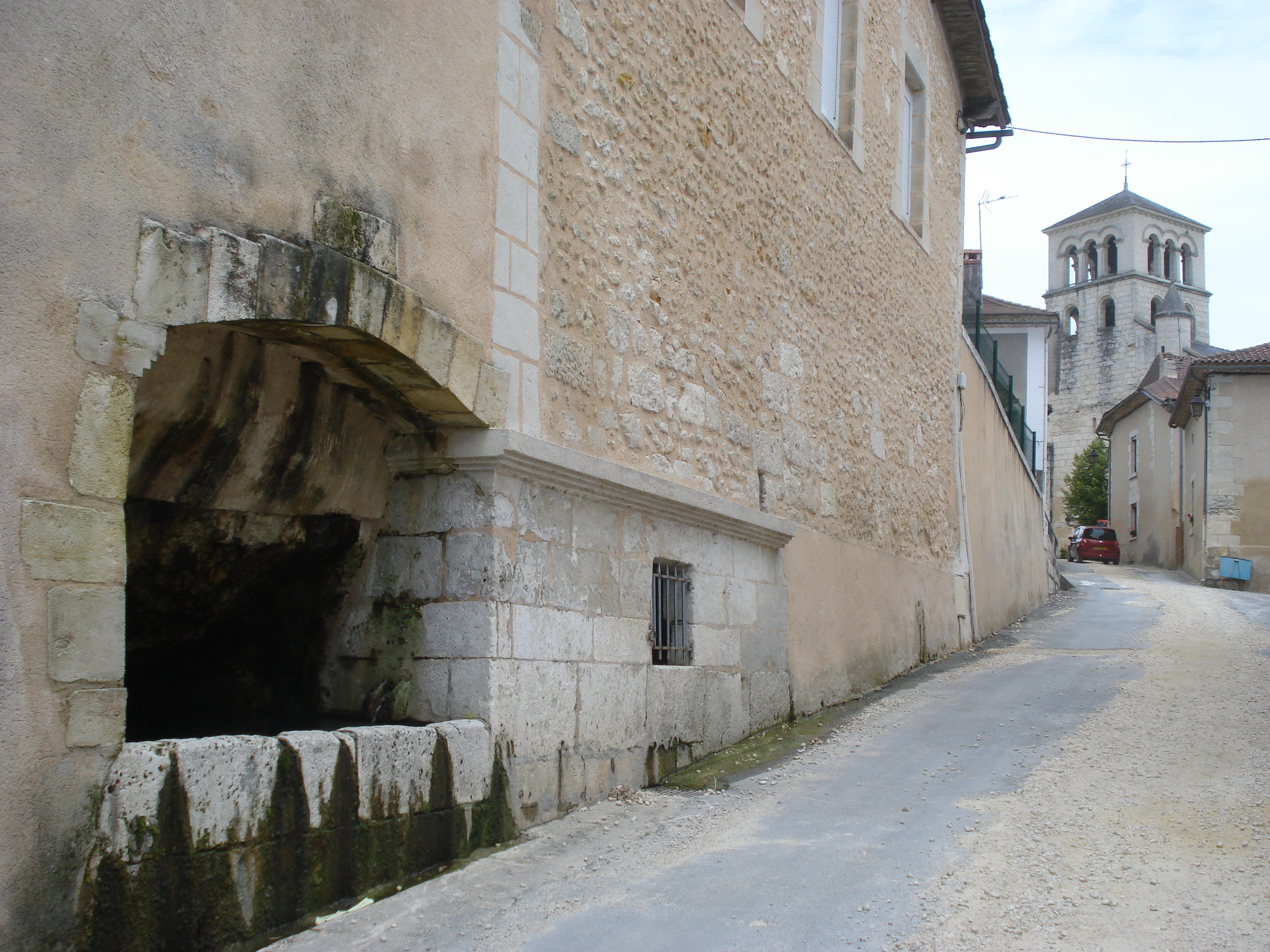
La fontaine du bourg et l'église.

### Personnalités liées à la commune
- Philippe Maine (1830-1893) est un officier français qui s'illustra aux batailles de Sébastopol, de Camerone  et de Bazeilles, mort à Douzillac[69]. Il est l'un des trois survivants de Camerone. Chaque année, le 30 avril, date anniversaire de la bataille de Camerone, un hommage lui est rendu au cimetière de Douzillac par des légionnaires résidant en Dordogne[70]. Une promotion de l'école militaire interarmes a été baptisée de son nom.
- Rémy Dumoncel, directeur littéraire des Éditions Tallandier, maire de la commune d'Avon près de Fontainebleau, est arrêté pour avoir sauvé des centaines de réfugiés juifs, notamment des écrivains Il est déporté et assassiné au camp de Neuengamme le 15 mars 1945. Il a résidé à Douzillac où il possédait une propriété.

### Héraldique
| Blason de Douzillac | Blason  | D'azur à la fasce d'argent accompagnée en chef de deux aigles d'or et en pointe d'un lion du même ; à la bordure d'or chargée de six tourteaux de sinople, chacun surchargé d'une tierce d'argent et ordonnés 1, 2, 2 et 1. |
| Blason de Douzillac | Détails | Le statut officiel du blason reste à déterminer. |

## Pour approfondir